# Africa addio
Africa addio è un film del 1966 diretto da Gualtiero Jacopetti e Franco Prosperi.

## Fortuna
Il film è un famoso quanto controverso film documentario sulla situazione in alcune aree dell'Africa subsahariana che stavano vivendo, come quasi tutto questo continente negli anni sessanta, il processo di decolonizzazione: ne traspare una immagine, a volte molto reale e cruda, di quello che era l'Africa in quegli anni. Il film è uno dei più celebri esempi del genere cinematografico dei mondo movie, a cui appartengono anche i precedenti Mondo cane e Mondo cane 2 di Cavara, Jacopetti e Prosperi.
Se da una parte il film gode dei favori di gran parte della critica avendo anche vinto un David di Donatello, esso è stato anche accusato di proporre un'apologia del colonialismo. Quando la veridicità di alcune scene fu messa in dubbio, Gualtiero Jacopetti dichiarò espressamente che tutte le immagini del film erano reali. In seguito, sull'onda delle polemiche suscitate dai presunti omicidi mostrati nel documentario, Jacopetti ammise che si trattava di ricostruzioni interpretate da comparse. Molti anni dopo, nel documentario The Godfathers of Mondo, i coautori hanno però dichiarato che le sole scene da loro predisposte sono state in "Mondo Cane 2"..
Il film ha avuto successo anche negli Stati Uniti, dove John Cohen ha pubblicato un libro omonimo (Africa addio, titolo in italiano, ed. Ballantine 1966), che approfondisce i temi e gli episodi del film attraverso diverse fonti.

## Sequenze principali
Argomenti principali del film sono:
- la distruzione volontaria di intere partite di derrate alimentari "di provenienza estera" dai magazzini, in un clima di festa per la raggiunta indipendenza (Kenya).
- un processo ad alcuni Mau-Mau responsabili dell'uccisione di coloni inglesi, nella fase di decolonizzazione del Kenya. Le ville e i beni dei coloni sono venduti agli indigeni i quali, anziché sfruttarne la produttività, vendono tutto il vendibile ed abbandonano terre e ville a se stesse.
- lo sterminio di arabi e musulmani da parte dei rivoltosi neri guidati da John Okello, durante la Rivoluzione di Zanzibar. Si vedono, riprese da un elicottero, immagini di centinaia di persone braccate e uccise in campi recintati, in cimiteri, in fosse comuni o in fuga sulla spiaggia. La voce fuori campo commenta questi eventi in questi termini:

- la caccia indiscriminata in Kenya (elefanti, ippopotami e gazzelle) da parte dei bracconieri, e del turismo da caccia dei bianchi in seguito alla caduta delle leggi ambientaliste in vigore sotto il regime coloniale o dalla incapacità di farle rispettare dalla nuova polizia africana;
- i massacri in Angola e Tanganica, in cui avvennero numerosi episodi di cannibalismo, più volte citati;
- i sopravvissuti occidentali ai massacri dei ribelli "mulelisti", portati in salvo da paracadutisti belgi e dall'intervento USA;
- l'eccidio di missionari e suore cristiani, in particolare durante l'assalto ad una missione;
- le azioni di guerriglia di alcuni mercenari a Bekili (Congo), che liberano una missione cristiana dai ribelli "mulelisti".
- la "caccia alla volpe" in Kenya prima dell'indipendenza. Il commento spiega che in Africa non esistono volpi. Le immagini mostrano un uomo africano fungere da volpe, inseguito dai cani e dai cavalieri, arrampicarsi infine impaurito su un albero.
- la liberazione dei cavalli da maneggio da parte dei bianchi in partenza; in seguito si vedono gli africani dare la caccia ai cavalli liberati, con lo scopo di mangiarli; il commento recita: "il cavallo è l'animale dei bianchi per eccellenza; esso odia il negro, e rifugge dal farsi cavalcare da questi".
- l'apartheid del governo sudafricano

## Posizione degli autori
Le intenzioni degli autori sono espresse dall'incipit del film:
L'accento polemico non risparmia nessuna parte in causa: se da una parte l'Occidente viene dipinto come indifferente e responsabile dei mali dall'Africa, dall'altra i popoli africani vengono rappresentati come incapaci di gestire lo stato in via di sviluppo lasciato dai coloni occidentali, e facile preda della violenza e dell'autolesionismo.

## Posizioni critiche
Il film è stato accusato di fare l'apologia del colonialismo (attraverso la rappresentazione dell'incapacità dei popoli africani di vivere in pace senza il controllo degli Europei). In particolare, la rappresentazione apparentemente oggettiva di singoli fatti avrebbe l'effetto di decontestualizzarli, impedendo una loro valutazione nel contesto storico. Roberto Alemanno, un critico cinematografico di sinistra, ha definito il film:

## Curiosità
In un articolo dell'Espresso del dicembre 1964, Carlo Gregoretti scrisse che Jacopetti gli avrebbe raccontato di aver fatto ritardare e spostare due esecuzioni di ribelli Simba per permetterne la ripresa. Il regista smentì l'articolo e querelò il settimanale, ma fu comunque imputato di "concorso in omicidio commesso all'estero a danno di stranieri". Venne prosciolto in istruttoria dopo che il sostituto procuratore della Repubblica, lo stesso che incriminò i tre cineasti, chiese il pieno proscioglimento degli imputatiti perché "il fatto non sussiste".
Nel 1968 al Carnevale di Viareggio partecipò un carro ispirato al film e realizzato dai maestri della cartapesta Francesconi e Balzella. Alcuni oggetti provenienti da questo Carro di Carnevale, insieme ad altri cimeli tra cui una copia del libro di John Cohen, sono conservati in una delle vetrine del museo del Dizionario del Turismo Cinematografico a Verolengo.

## Riconoscimenti
- David di Donatello 1966:
  - premio per il miglior produttore
- National Board of Review Awards 1967:
  - nella lista dei migliori film stranieri